# 한산초등학교 용호분교
한산초등학교 용호분교는 대한민국 경상남도 통영시 한산면 용호리 459에 있었던 공립 초등학교이다.

## 연혁
- 1940년 6월 25일 한산공립심상소학교 부설 용호간이학교 개교
- 1943년 4월 1일 용호국민학교로 승격
- 1991년 11월 25일 해양수련장 개관
- 1996년 3월 1일 용호초등학교로 개칭
- 1998년 3월 1일 한산초등학교 용호분교로 격하
- 2012년 3월 1일 폐교